# 伊方発電所

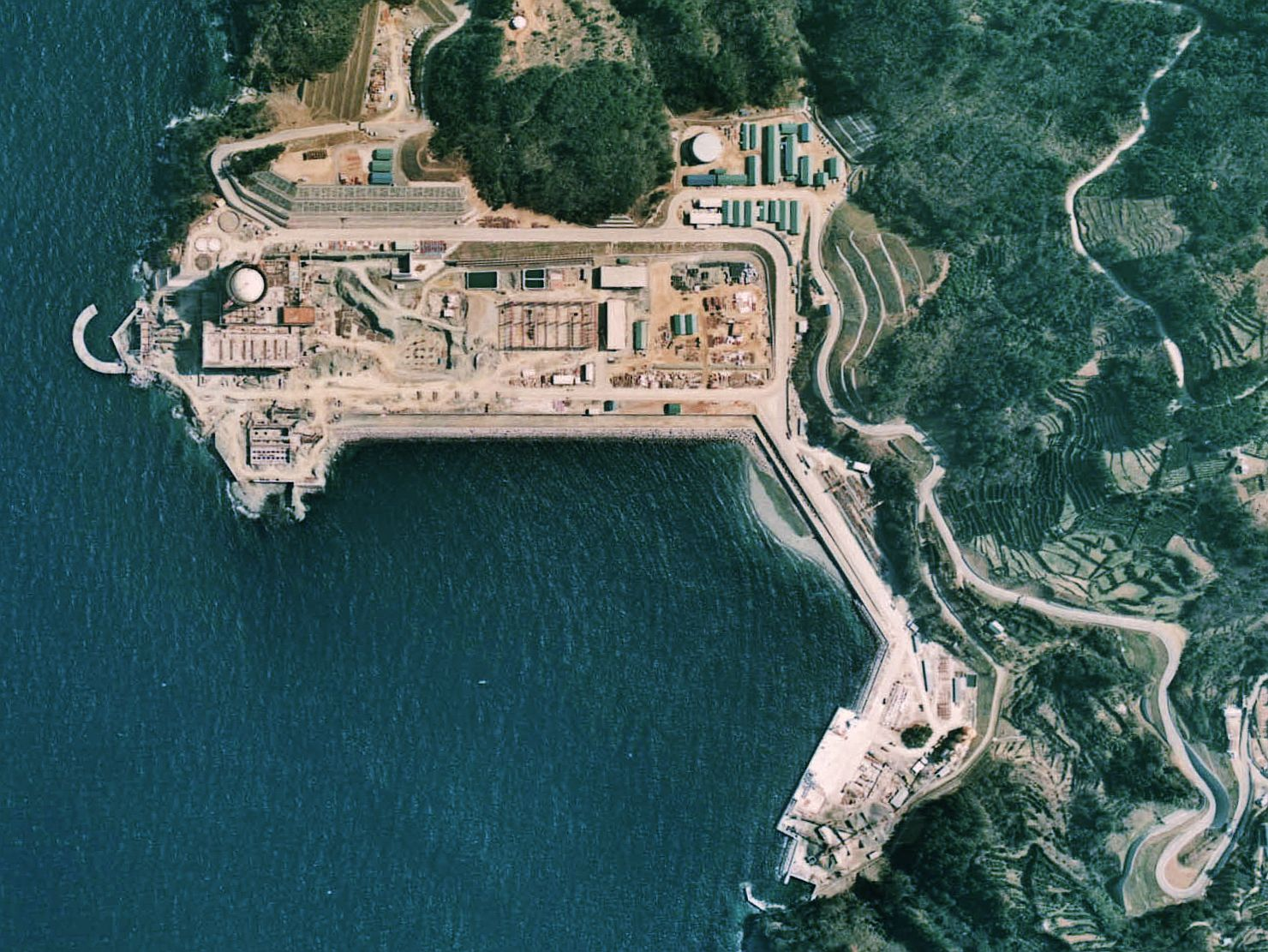
1974年時点、初号機着工直後の建設予定地。

伊方発電所（いかたはつでんしょ）は、愛媛県西宇和郡伊方町に所在し、四国電力が所有している日本の原子力発電所。伊方原子力発電所（いかたげんしりょくはつでんしょ）、伊方原発（いかたげんぱつ）とも呼ばれる。本記事では、以下「伊方原発」と表記する。

## 概要
四国島最西部、佐田岬半島付け根付近の北側斜面に位置し、瀬戸内海（伊予灘）に面している。四国電力および四国地方唯一の原子力発電所である。国内原発で唯一内海に面する。
1号機（初号機）は1972年11月に原子炉設置許可を受け、1977年9月に運転を開始している。2017年に運転40年目を迎えることとなるが、四国電力では、1号機の新規制基準適合のための対策や、安全対策を図るための工事に必要な技術や費用などを検討していたが、運転期間延長の認可申請を見送り、2016年3月に1号機の廃炉を発表、同年5月10日をもって廃止した。2号機は運転再開を前提としていたが、ぎりぎりまで検討し、新規制基準を満たすには大規模工事が必要で、かなりの投資をせざるを得ず、当時は運転延長認可を受けても60年運転が上限であり、投資回収リスクを払拭できず、苦渋の判断であったがやむなく2018年5月23日に廃止した。
- 地震対策について：南海トラフの巨大地震や中央構造線の断層による地震などを調査し、最大規模の地震の揺れ（650ガル他）を想定している。重要な建物は頑固な岩盤上に設置しているため、地震の揺れは柔らかい地盤上の建物に比べ1/2から1/3程度となると想定している。
- 浸水対策について：最大の津波の高さは津波が重なり大きくなる場合など激しい条件でも8.1mと想定しており、海抜10mにある伊方発電所への影響はないと考えている。タンクの破損などによる浸水にも備え、水密扉（厚さ35cm）の設置や海水ポンプの浸水防止対策などを行っている。
- 冷却手段の確保について：冷却式非常用発電装置や複数の電源車を分散配備。配電線を海抜95mの変電所から2ルート敷設。複数の中型ポンプ車や水中ポンプを分散配備。
- 重大事故対策について：対応拠点として緊急時対策所を設置。格納容器内の水素爆発を防止するため、水素処理装置の設置。大型放水砲、大型ポンプ車の配備[6]。

3基が稼働していた頃、伊方原発は「四国全体の電力の約4割以上をまかなう」と原発PRで謳われることがあった。実際の四国電力の設備容量合計から見れば2割余りだが、定期点検などで休止することもあることと、通常は出力100%で定常運転するため、実際の発電ベース上では4割を越えることもあった。

## 発電設備
| 番号  | 原子炉形式     | 定格電気出力 | 初臨界        | 運転開始       | 運転終了      | 施工・型式        | 現況                       |
| ----- | -------------- | ------------ | ------------- | -------------- | ------------- | ----------------- | -------------------------- |
| 1号機 | 加圧水型軽水炉 | 56.6万kW     | 1977年2月17日 | 1977年9月30日  | 2016年5月10日 | 三菱・2ループ     | 廃炉作業中                 |
| 2号機 | 加圧水型軽水炉 | 56.6万kW     | 1981年8月19日 | 1982年3月19日  | 2018年5月23日 | 三菱・2ループ     | 廃炉作業中                 |
| 3号機 | 加圧水型軽水炉 | 89.0万kW     | 1994年3月29日 | 1994年12月15日 | ―             | WH、三菱・3ループ | 2022年01月24日から運転再開 |

## 年表
- 1972年（昭和47年）11月 - 初号機の原子炉設置許可。
- 1973年（昭和48年）6月 - 初号機の建設工事開始。
- 1976年（昭和51年）3月 - 四国電力・愛媛県・伊方町により、伊方原子力発電所周辺の安全確保及び環境保全に関する協定を締結（1985年4月と2013年8月に一部改定）[10]。
- 1977年（昭和52年）
  - 1月 - 初号機が初臨界。
  - 3月 - 2号機の原子炉設置許可。
  - 9月30日 - 1号機（初号機）が運転開始。
- 1978年（昭和53年）2月 - 2号機の建設工事開始。
- 1981年（昭和56年）7月 - 2号機が初臨界。
- 1982年（昭和57年）3月19日 - 2号機が運転開始。
- 1986年（昭和61年）
  - 5月 - 3号機の原子炉設置許可。
  - 11月 - 3号機の建設工事開始。
- 1994年（平成6年）
  - 2月 - 3号機が初臨界。
  - 12月15日 - 3号機が運転開始。
- 2011年（平成23年）
  - 4月末に3号機が定期検査に入り、7月10日予定だった再稼働は延期となった[11]。
  - 9月4日には1号機も定検に入った[11]。
- 2012年（平成24年）1月13日 - 2号機が定期検査のため送電停止。
  - 福島第一原子力発電所事故の影響により既に定期検査に入っている1号機および3号機の運転再開の目途が立たず、この日から伊方発電所の送電は全停止となる[12]。
- 2013年（平成25年）7月8日 - 3号機が原子力規制委員会に対し新規制基準への適合性確認申請。2016年3月23日に委員会の認可を受ける[13][14]。
- 2016年（平成28年）
  - 3月25日 - 1号機の廃炉を決定[15][16]。3号機の再稼働に向けての使用前検査を原子力規制委員会に申請[1][13][15][17]。
  - 5月10日 - 1号機の運転が終了[18]。
  - 6月24日 - 3号機の再稼働に向けて、燃料装荷を開始[19]。
  - 8月22日 - 3号機を定格熱出力で再稼働させた。7月17日に発生した1次冷却水系統のポンプ不具合のために遅れが生じた[20]。
- 2017年（平成29年）
  - 6月28日 - 原子力規制委員会が1号機廃止措置計画を認可[21]。
  - 7月21日 - 松山地裁は3号機の運転を禁止するように住民らが申し立てた仮処分に対して却下する決定をした[22][23]。
  - 9月8日 - 愛媛県および伊方町が1号機の廃止措置計画を了解[21]
  - 12月13日 - 広島高裁により運転差し止めが決定された[24]。2018年9月30日まで運転を認めない決定。
- 2018年（平成30年）
  - 3月27日 - 2号機を廃炉にする方針を固める[25]。
  - 5月23日 - 2号機廃炉[26]。
  - 10月27日 - 3号機が再稼働[27]。
- 2020年（令和2年）1月17日 - 3号機の運転を認めない仮処分が決定（3号機は2019年12月26日より定期点検中[28]）。
- 2021年（令和3年）
  - 3月18日 - 前年に決定した運転を認めない仮処分決定を巡り、四国電力が決定の取り消しを求めた異議審で、広島高等裁判所は異議を認めて再稼働を容認する決定を出した[29]。
  - 6月24日 - 発電所の重大事故時に対応する要員が宿直勤務中に無断外出していたことが発覚。同年9月に原子力規制委員会は保安規定違反と認定、同年10月12日に予定していた3号機の再稼働は12月に延期になった[30]。
- 2022年（令和4年）
  - 1月24日 - 3号機は定期検査が終了し定格電気出力89万キロワットで通常運転を再開した。[9]

## 主な動き

### 出力調整運転実験
1987年10月と1988年2月、2号機で50%出力まで下げた後100%出力に戻す出力調整運転実験を実施した。

### トラブル
2004年3月9日、3号機で充てんポンプC号機の封水部から1次冷却水の漏洩が発生。

### 反対運動
1969年10月13日、賛成派だった元伊方町長の川口寛之を中心に伊方原発誘致反対共闘委員会が結成される。翌1970年5月7日、機材の陸揚げを阻止するための実力行動を行う。同年10月、伊方町原発誘致反対共闘会議を結成。
1982年11月18日の3号機増設の1次公開ヒアリング（町見体育館）に対して、愛媛地評などによる「公開ヒアリング阻止闘争共闘会議」が約2000人を集めて、前夜から当日にかけてヒアリングを開催させない監視活動を行った。当日の早朝には、ヒアリング会場までデモを断続的に繰り返した。
1985年10月4日の3号機の第二次公開ヒアリング開催に対しても愛媛地評を中心に10月8日、県民共闘が結成され2000余人の抗議集会が開かれた。上記の2回のヒアリングはいずれも開催された。
1988年1月25日、大分の反原発団体などの呼びかけで、伊方原発調整運転に反対して高松市でデモ。同年10月30日、「原発とめよう伊方集会」に300人が集まり、参加者が手をつなぎ、「人間の鎖」をつくったり、3号機建設中止を求めるパレードを行ったりした。
2010年1月18日、3号機で実施を計画しているプルサーマルの中止を求めて、愛媛県の住民団体などが国会内で経済産業省原子力安全・保安院などに要請した。要請したのは市民団体と愛媛県の共産党・社民党などの政党が参加する「伊方原発プルサーマル計画の中止を求める愛媛県民共同の会」で、計画の中止や伊方原発周辺の海底にある活断層の詳しい調査を行って伊方原発の耐震安全性評価をやり直すことなどを求めた。

### 福島第一原子力発電所事故後の状況
福島第一原子力発電所事故の影響によって既に定期検査を終えた発電機も運転再開の目途が立たないため、全発電機が定期検査に入った2012年（平成24年）1月13日から送電を停止した。
伊方原発3号機は、2015年7月に国の安全審査に合格し、2016年8月12日再稼働。
伊方原発3号機再稼働後も、各地で訴訟が起きた。
2019年12月26日より定期点検に入り、2020年1月16日、MOX燃料16体を含む原子炉内全ての燃料157体の取り出しを完了したことが報じられた。同年1月17日、山口県東部の島の住民3人が運転禁止を求めた仮処分の即時抗告審で、広島高裁は運転の差し止めを認める決定をした。その後異議審で広島高裁は異議を認めて再稼働を容認する決定をし、2021年12月に再稼働した。

## 地域経済への影響

### 旧伊方町

伊方町の全体図

1955年に昭和の大合併で伊方村と町見村が合併して誕生した（旧）伊方町は、「日本一細長い半島」である佐田岬半島の付け根部分に位置していた。町の大部分が海岸から30度前後の急斜地にあり、平野が少ない上に水資源も乏しい地域である。そのため、伊方原発建設までは段々畑を利用した柑橘類栽培と沿岸漁業で成り立っていた。第一次産業中心で収入が少ないため、阪神地域への出稼ぎも多く、医療・教育などの住民サービスも未整備な状況であった。地域経済や住民生活は隣の保内町（現・八幡浜市）に頼っていたが、鉄道はなく、1987年に国道197号線が整備されるまでは極めてアクセスが悪い地域であった。高度経済成長に入ると若年層を中心に人口が流出し、過疎化が急速に進行した。そこで1969年に町長・地主・漁業関係者らが四国電力に対して、原発誘致の陳情を行った。当時、原子力開発に取り組むも住民の反対運動で原発立地を確保できなかった四国電力は、この陳情を受けて1973年より伊方原発の建設を開始した。こうして伊方町は原発中心の経済に移行した。
原発によって多くの作業員が伊方町で働くようになったため、建設業・サービス業（宿泊業など）で特に多くの需要が生まれた。ただし、建設業・宿泊業は大規模工事や定期検査の時期に大きく需要が伸びる半面、それ以外の時期は仕事が大幅に減るなど不安定な経営状況にあった。また、伊方町には商店や遊興施設が少なかったため、市街地がある八幡浜市・保内町に宿泊する作業員も少なくなかった。建設業も地元業者は下請けが主であり、建設費の大半は町外に流出していた。そこで1984年に商工業協同組合が結成され、四国電力とその関連会社に、地元での商品購入、地元住民の優先的な雇用、労働者の地元での宿泊を求めるようになった。ただし、四国電力側には従う義務がないのでそれほど効果はなかった。なお、農業は賃金が割高な原発作業に労働力を取られ、高齢化や後継者不足もあって衰退していった。
伊方町の人口は原発の稼働後も減少傾向をたどっている。建設時には一時増えたものの、1965年には9924人いた人口が、2003年には6746人にまで減少してしまった。地場産業が乏しく、原発関連産業での雇用も限られているため、主に若年層の流出（社会減）が激しかった。ただし、人口減少の度合いは同じ佐田岬半島の近隣自治体と比較すれば緩やかなものであった（1965年から2000年にかけて、瀬戸町は6626人から2818人に、三崎町は9269人から4154人に減少した）。
伊方町の財政力指数は1966年から1973年までは平均0.13に過ぎなかった。しかし、四国電力からの町税、国からの電源三法交付金などによって1983年以降は断続的に地方交付税（普通交付税）の不交付団体になるなど、良好な推移を遂げるようになる。1966年には町の普通会計で歳入2億7183円だったのが、1974年には16億1415万円に急増、2003年には71億8454万円にまで拡大した。四国電力からの町税には、固定資産税・住民税・電気税（1989年まで）があり、そこから得られる金額は電源三法交付金よりはるかに大きかった。ただし、原発は減価償却によって会計上の価値が目減りするため、建設から時間が経つと固定資産税も減少する仕組みになっている。ほかの原発立地自治体と同じく、伊方町にもハコモノが多く、建設費・維持費に莫大な経費がかけられている。また、住民たちには原子力発電施設等周辺地域交付金（電気料金割引制度）が世帯ごとに配られていた。

### 新伊方町
2001年に成立した小泉内閣は、地方交付税制度を見直すことで平成の大合併を促進し、多くの市町村が合併を行った。国からの地方交付税の減少によって、もともと悪かった瀬戸町・三崎町の財政はさらに悪化した。健全な財政を保っていた伊方町は合併によって地方交付税が増えることに財政的メリットを見出し、以前から消防・ごみ処理などで一部事務組合を結んでいた瀬戸町と合併協議をスタートさせた。しかし、佐田岬半島の先端に位置する三崎町の町長は、伊方・瀬戸両町を飛び越え、八幡浜市・保内町との「飛び地合併」を提唱した。町長がこのような合併を提唱した背景には、八幡浜市を中心として西宇和郡5町（保内・三瓶・伊方・瀬戸・三崎）を合併させようとした愛媛県庁の意向があるとする見方がある。しかし、三崎町民の多くは住民投票で伊方町・瀬戸町との合併を望み、伊方町も財政力を維持するために八幡浜市との合併を望まなかったため、伊方町・瀬戸町・三崎町が対等合併し、新・伊方町が誕生した。
合併の際、電源三法交付金の積立である伊方町地域振興基金31億1680万8000円の使途は旧伊方町に限ると合併委員会で決定された。また、旧伊方町の各世帯は旧瀬戸・三崎町よりも多くの原子力発電施設等周辺地域交付金を受け取っている。
合併後の伊方町は職員の三役・議員の自然減や一般職員のリストラによって人件費を削減した（特に瀬戸と三崎の総合支所の職員数は大幅に減らされた）。2002年度から2009年度にかけて、職員数が322人から243人に減り、職員の減少率は24.5%と愛媛県内最高を記録した。それでも伊方町の財政力指数は1.259から0.570にまで悪化し、普通交付税の交付団体になってしまった。
伊方町は原発の減価償却による固定資産税の低下に対して、2003年より法定外普通税の使用済み核燃料税の導入を検討した。しかし、2009年に愛媛県が県税の燃料税率を10%→13%に引き上げ、1%分を伊方町と八幡浜市に配分することになり、伊方町は使用済み核燃料税の導入を見送った。
合併後も人口流出・高齢化は進み、人口は合併前（2004年）の旧3町合計13076人から2009年には12118人に減少した。伊方町は対策として風力発電や観光業の振興に取り組む姿勢を示している。

#### 東日本大震災以降
2011年3月に東日本大震災により福島第一原子力発電所事故が発生した影響で、2012年からは伊方原発も停止した。八幡浜市・伊方町では原発停止の影響で、作業員の数が減り、旅館・飲食店などを中心に大きな経済的打撃を受けた。八幡浜市と伊方町は景気対策としてバスツアーに補助金を出したり、旅館の割引券を発行した。
2013年6月の伊方町議会では、町長の山下和彦が「原発に大きく依存した地域振興策を見直す」ことを表明し、観光を新たな経済振興策の柱に据えた。町として総合戦略を策定し、2014年度より約2億円の関連事業費が予算に盛り込まれた。伊方町は戦略に基づいて温泉施設やフェリー乗り場などを整備し、年間約50万人が利用する大分県との間を結ぶフェリー乗り場近くにミカン・魚介類の直売所を造ることを表明した。また、亀ケ池温泉に宿泊施設を新設し、旅行プランに東洋医学を組み込むことも模索された。町内の佐田岬灯台（四国最西端）を観光拠点として、カフェ・バーベキュー場を整備するともした。
ただし、伊方町はアクセスが悪く（人口の多い松山市から自動車で亀ケ池温泉までは約2時間、灯台周辺までは約2時間半かかる）、行政は住民から課題克服のためにアイデアを募った町の歳入の約3割は、電源三法交付金・固定資産税の「原発マネー」であり、町長は新産業創出の重要性を訴えるが、「脱原発ではない」としている。灯台が100周年を迎える2018年4月までに、観光関連事業に集中投資するとしている。
2016年8月12日、再び伊方原発が再稼働した。伊方町では経済の活性化を期待する声が聴かれた。

## リスク

### 地震・津波

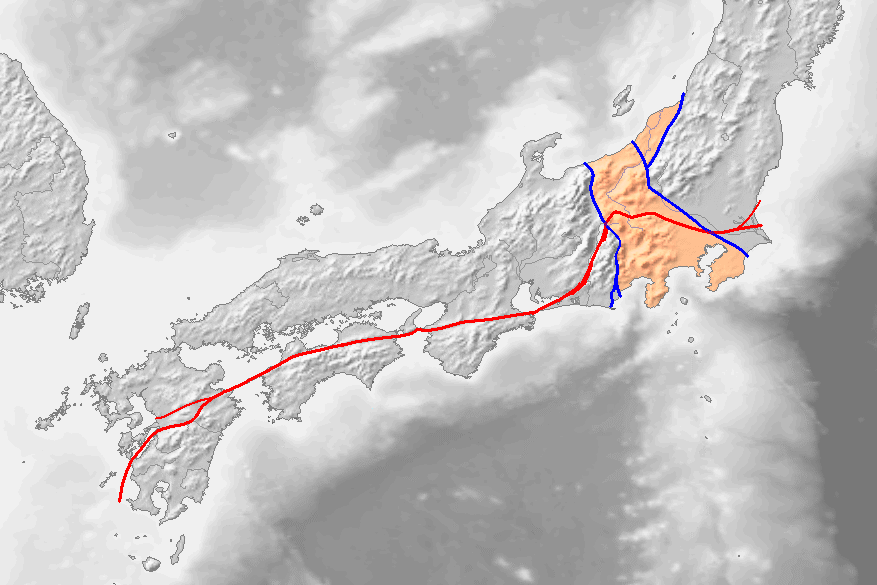
■ 赤線が中央構造線

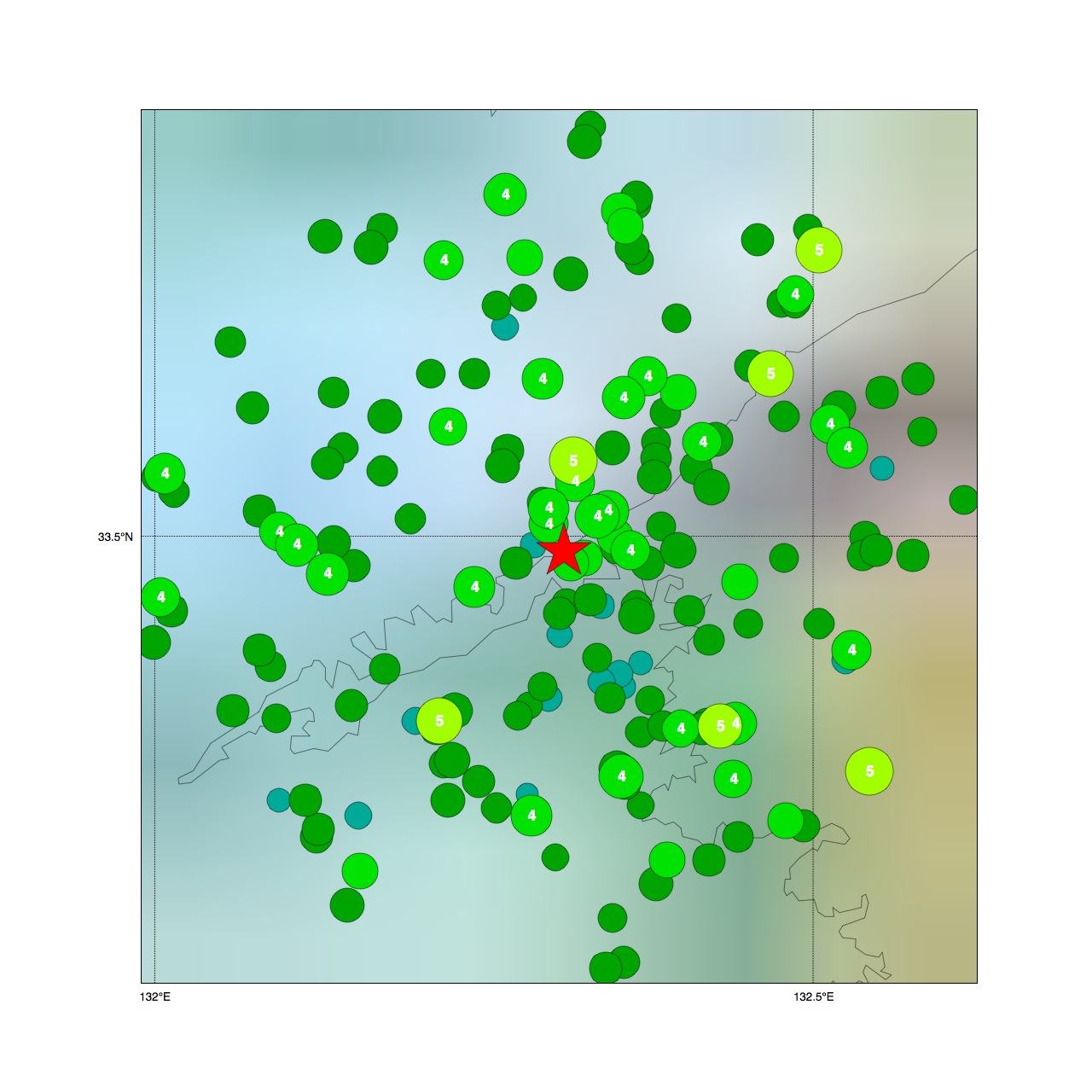
1981年以降に伊方原発30km圏内で発生した地震の震源マップ（気象庁のデータより。2015年3月8日作成）。■赤星印が伊方原発

伊方原発の間近に、長大な活断層帯（中央構造線断層帯）を伴った中央構造線がある。この活断層帯に含まれる、伊方原発から5-6km程度の距離にある海底の活断層が将来大地震を引き起こす危険があることが、前述の伊方原発訴訟にて原告から訴えられていた。ただし裁判当時の国内の地震学界では地震の活断層説には否定的な意見が占めており、受け入れられなかった。
なお2011年2月に地震調査研究推進本部より発表された、中央構造線断層帯の長期評価によると、伊方原発近くの活断層の活動は以下のように評価されている。
その後の2012年に、1596年9月1日に起きた慶長地震（中央構造線断層帯が震源）の際に現在の伊方原発付近に10-15mの大津波が到達した可能性があることが発表された。この時の地震は、愛媛県から大分県にかけての約170kmを震源域とする巨大地震だと考えられている。都司嘉宣（元東京大学地震研究所）によれば、数日おきに起きた3度の大地震のうち豊後地震が伊予地震と連動して発生し、地震や津波の規模が今まで考えられていたよりも大きかった可能性があるという。伊方原発は10mの高さにあり、四国電力は14m強の津波も防ぐ対策をしているが、直下型地震の強い揺れの後に10m以上の津波で浸水となれば想定外の事態もあり得る、としている。この発表に対し、四国電力は、伊方原発付近にこの時の大津波の痕跡がないこと、この時の地震では別府湾で断層が縦にずれて大津波を引き起こしたが伊方原発沖の断層は横にずれるとされており地震が起きても伊方原発に届く規模の津波にはならないことなどを説明している。さらに四国電力は、同様の広範囲を震源域とする地震が起きた場合でも伊方原発の耐震性には問題ないとしている。

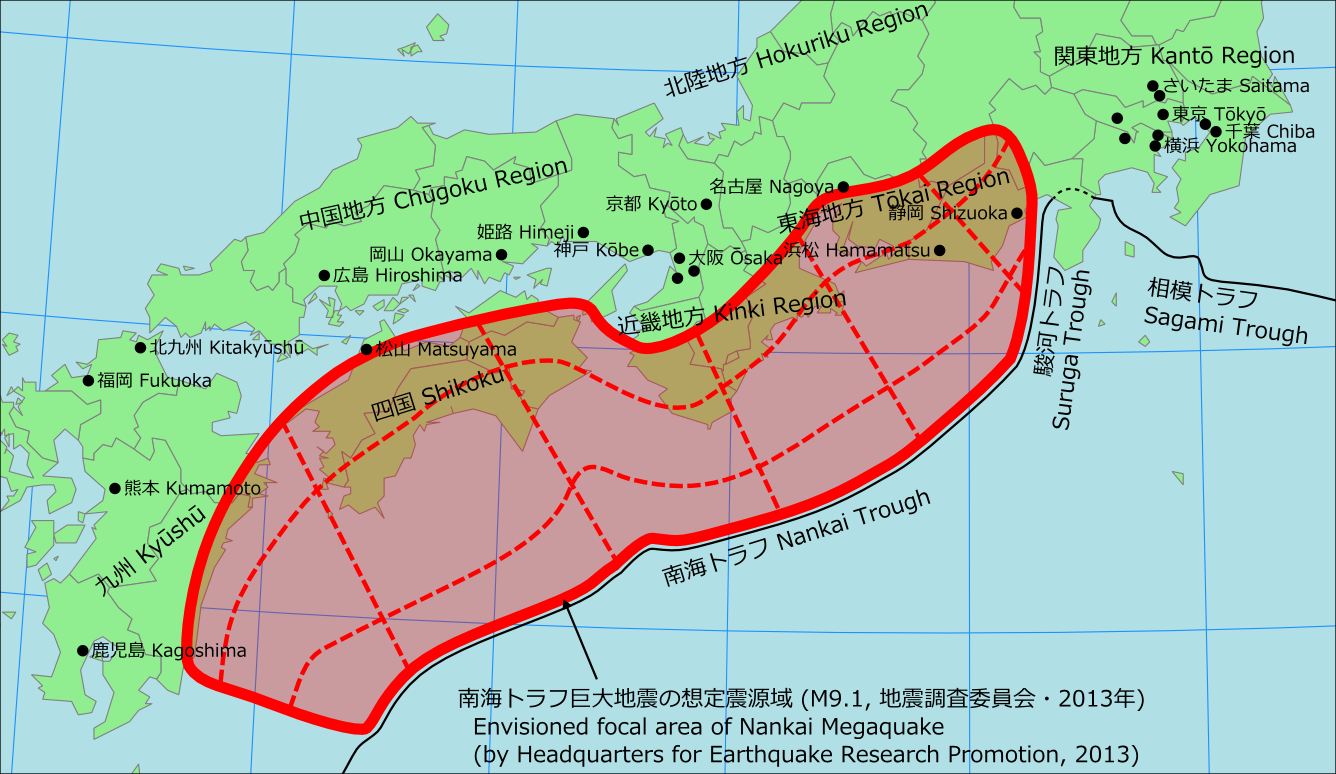
2013年に地震調査研究推進本部が示した、南海トラフ巨大地震の想定震源域

伊方原発はまた、南海トラフの地震の想定震源域にも近いことから、大地震発生時の影響が懸念されている。内閣府南海トラフ巨大地震対策検討ワーキンググループによる南海トラフ地震の被害想定の、2012年8月29日に発表された第一次報告では、津波発生の46分後に伊方町の沿岸に最大21mの津波が到達し、伊方原発付近では最大3mの水位上昇があるとされた。町内各地の津波の規模は愛媛県が独自に調査し、佐田岬半島の太平洋側に最大21mの津波だと推定している。その後、2013年5月24日に地震調査研究本部地震調査委員会が発表した「南海トラフの地震活動の長期評価（第二版）」においては、従来の東南海地震・南海地震の想定震源域よりも広い範囲が南海トラフの地震での想定震源域として示され、伊方原発の間近も震源域となる可能性が高まった。過去にはこの想定した範囲内の一部の領域が震源となってM8級の大地震を起こしてきた。頻度は低いものの想定震源域全体が震源となった場合は、M9.1の巨大地震となると見込まれている。
原子力規制委員会（国）による3号機の新基準適合審査にあたり、四国電力は、これらの大地震への対策として基準地震動（最大規模の地震動として想定）をそれまでの570ガルから650ガルに引き上げている。また、愛媛県から地震動へのさらなる対策を求められたことから、約1000ガルの地震動に対応しうる耐震性向上工事を実施した。こうした対策に対し、伊方原発沖の活断層を発見した岡村眞（高知大学）もこの活断層が震源となれば伊方原発にはすぐに強い揺れが到達することから、制御棒をうまく動作させられず原子炉の緊急停止に影響する可能性を指摘している。また地震学者の石橋克彦（神戸大学）も、敷地内での液状化現象や地盤沈下の発生、斜面を削った箇所の崩落といった危険性や、四国全域の停電と原発の非常用電源のトラブルによる全交流電源喪失の可能性を指摘している。

### 原発事故への備え
万一の原発事故発生に備え、愛媛県では2013年6月に広域避難計画を策定している。2014年2月の見直し後、2015年6月に修正版が出された。計画では、伊方原発の西側となる佐田岬半島にいる住民は、国道197号線などを通って三崎港へ向かい、定期便の船舶の他、海上自衛隊や海上保安庁、事前に協定を結んでいる民間企業などの船舶も活用して避難することとなっている。しかし、悪天候などで船舶が使えない場合の代替方法が十分に検討されていないことなどが問題点として指摘されている。
2013年10月22日には「大地震により伊方原発で放射性物質が漏洩」との想定で、愛媛県による原子力防災訓練が行われた。愛媛県や周辺の地方公共団体と住民、四国電力、原子力規制委員会、自衛隊などの地方行政機関、その他の公共機関が参加して、原発から30km圏内にいる住民の安全確保のための大規模な訓練が実施された。その後、2015年11月8日・9日には、同様の事態を想定した国による原子力総合防災訓練が行われた。これは「伊方地域の緊急時対応」に基づいた避難計画の実効性を検証することも目的としており、四国電力、愛媛県の全市町村・大分県と大分市・山口県と上関町とその住民の他、首相官邸や内閣府などの中央機関も参加した。フェリーや海上自衛隊の船舶での愛媛県から大分県への避難訓練も行なったが、大分合同新聞が避難訓練の参加者にインタビューしたところ、「大地震で道路や港湾施設に問題が生じたら訓練時のようには避難できない」「高齢者の多い集落では移動も難しい」といった、実際の避難への不安を訴える参加者が多かったという。また、訓練後に愛媛県が参加者を対象に実施した行ったアンケートでも、約2割に当たる参加者から同様の回答が寄せられたという。
また、国の原子力災害対策指針に基づき、伊方町では伊方原発から半径5kmの範囲に住む町民約5300人（3歳以上）への安定ヨウ素剤の配布を進めている。2014年8月から集会場などでの配布が始まり、医師などが使用方法などを説明した上で町民に渡しているが、2015年11月現在、約3割の町民にまだ配布できていないという。2018年11月時点では、対象住民数5,008人に対し、配布者数3,520人である。
2017年、2018年、2019年の原子力防災訓練ではドローンを活用した訓練も実施された。

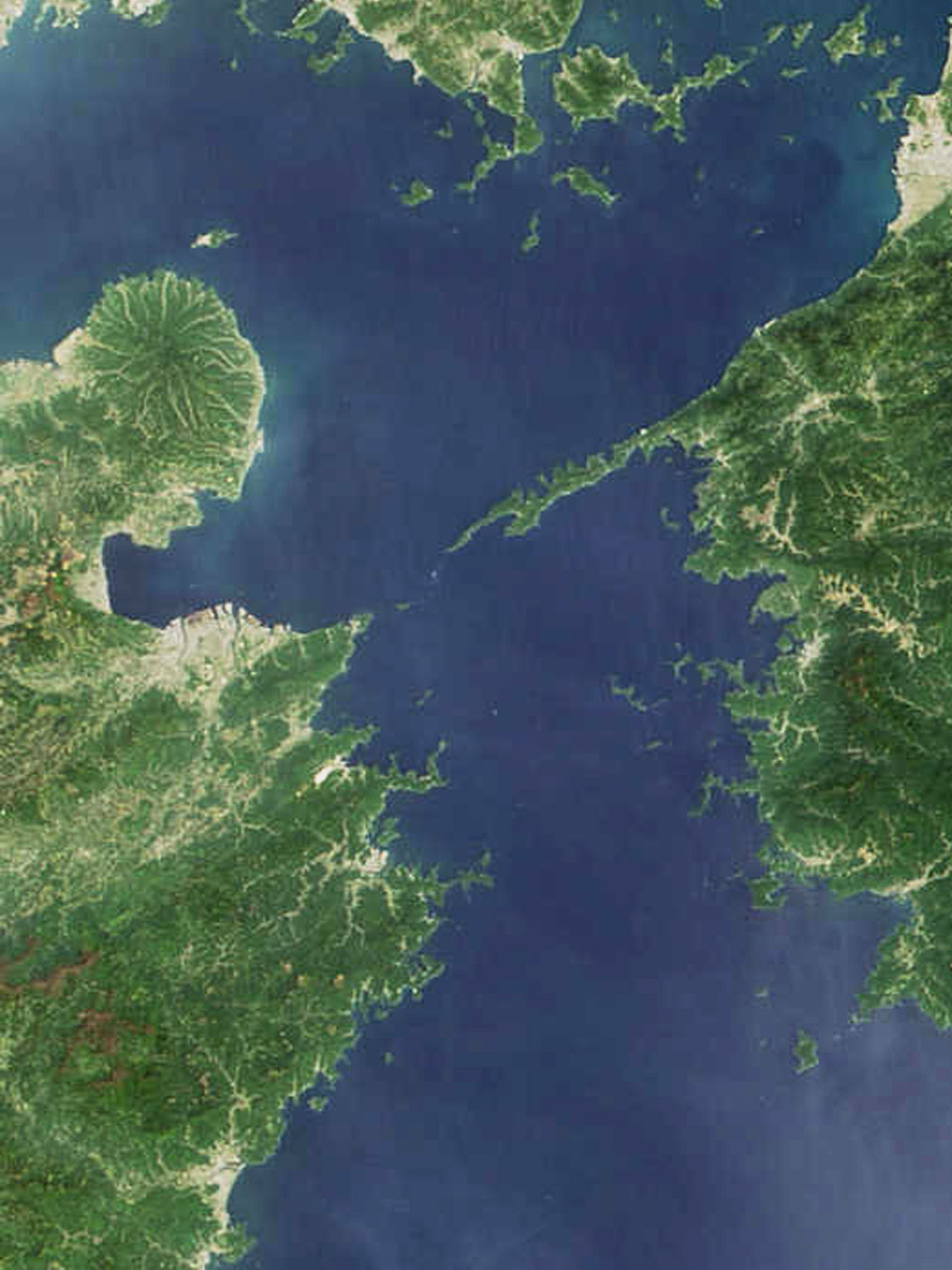
人工衛星から撮影した佐田岬半島とその周辺
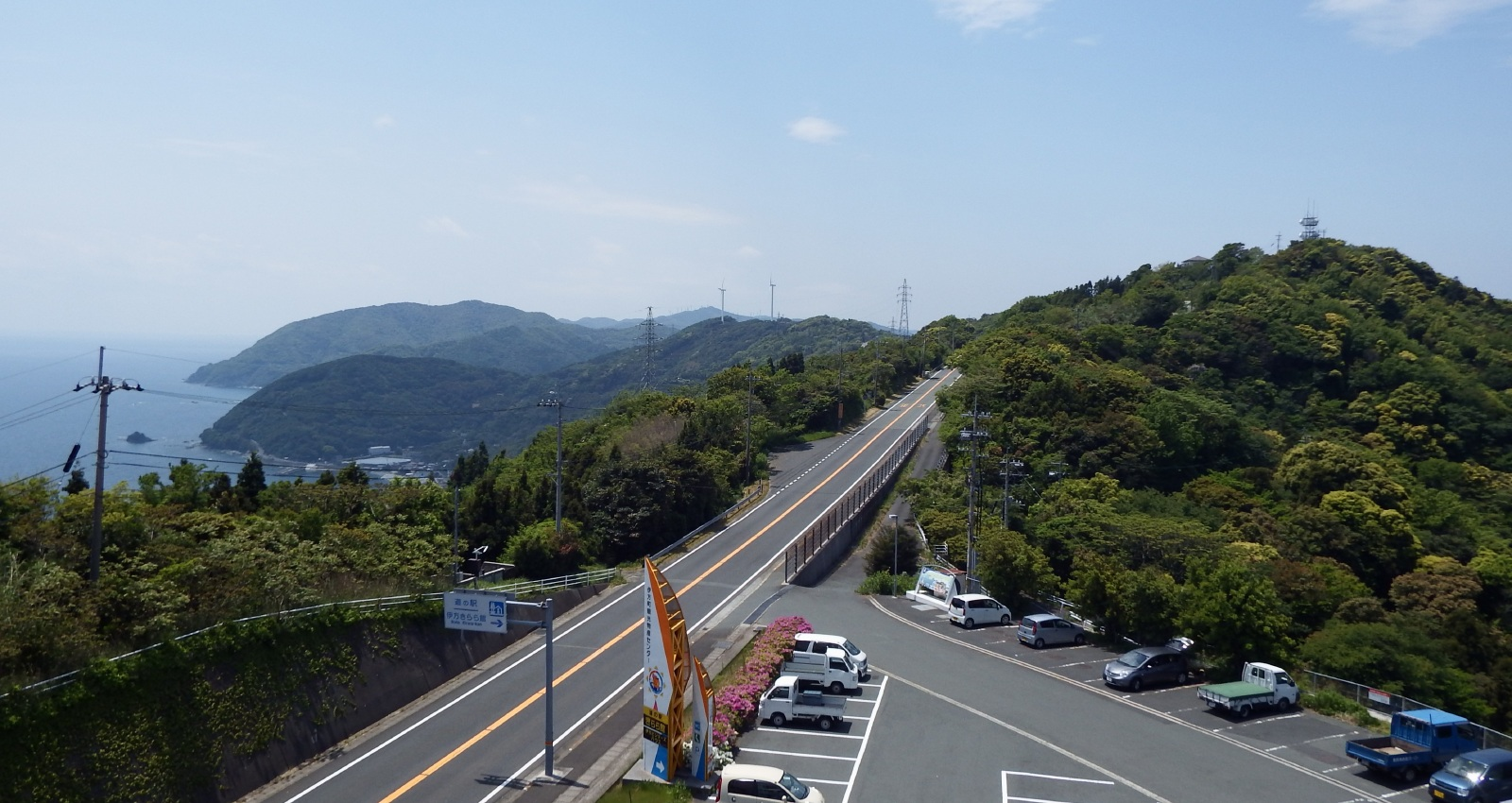
国道197号の一部である佐田岬メロディーライン。道の駅伊方きらら館付近
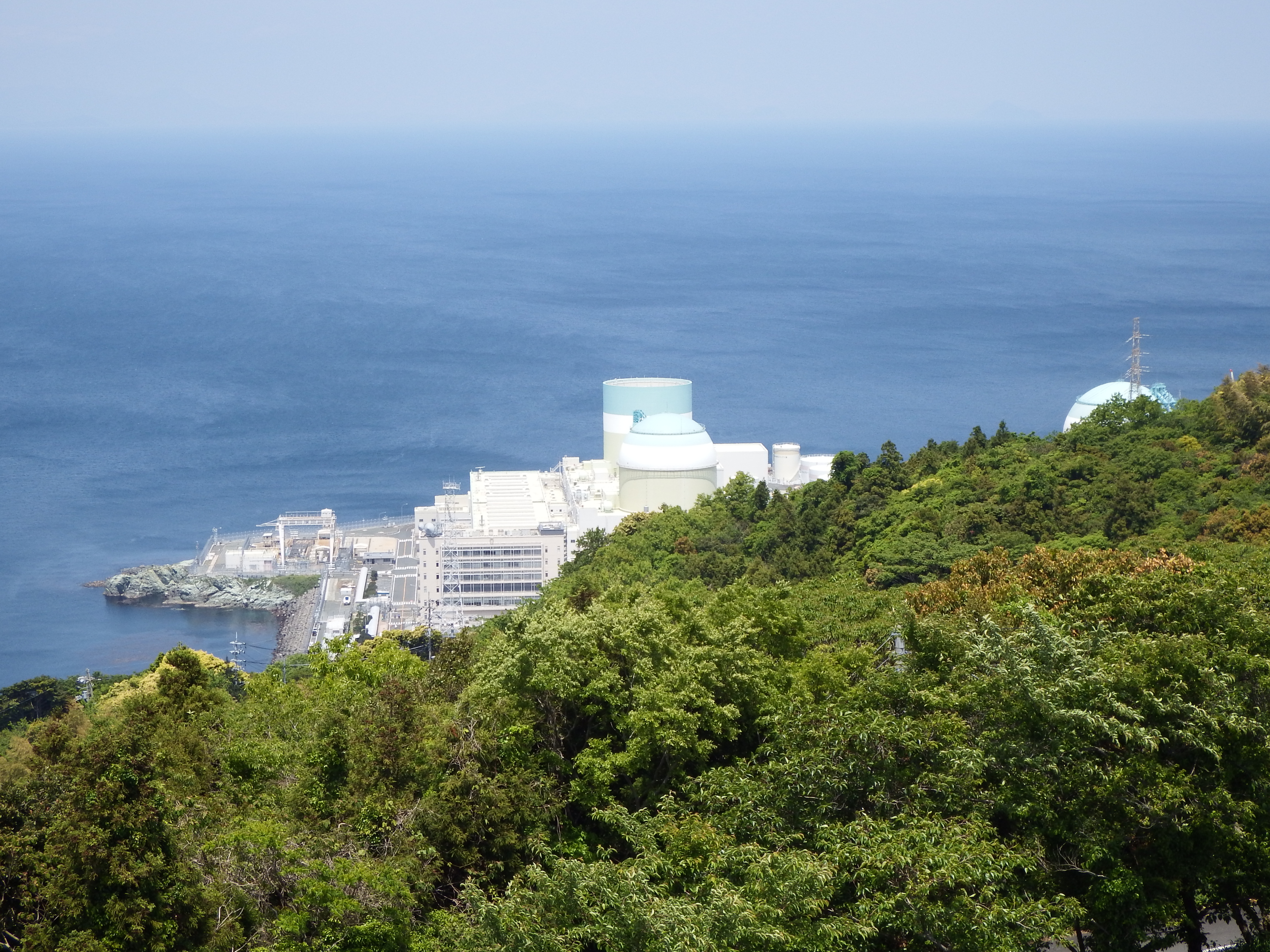
道の駅伊方きらら館の屋上から見える伊方原発
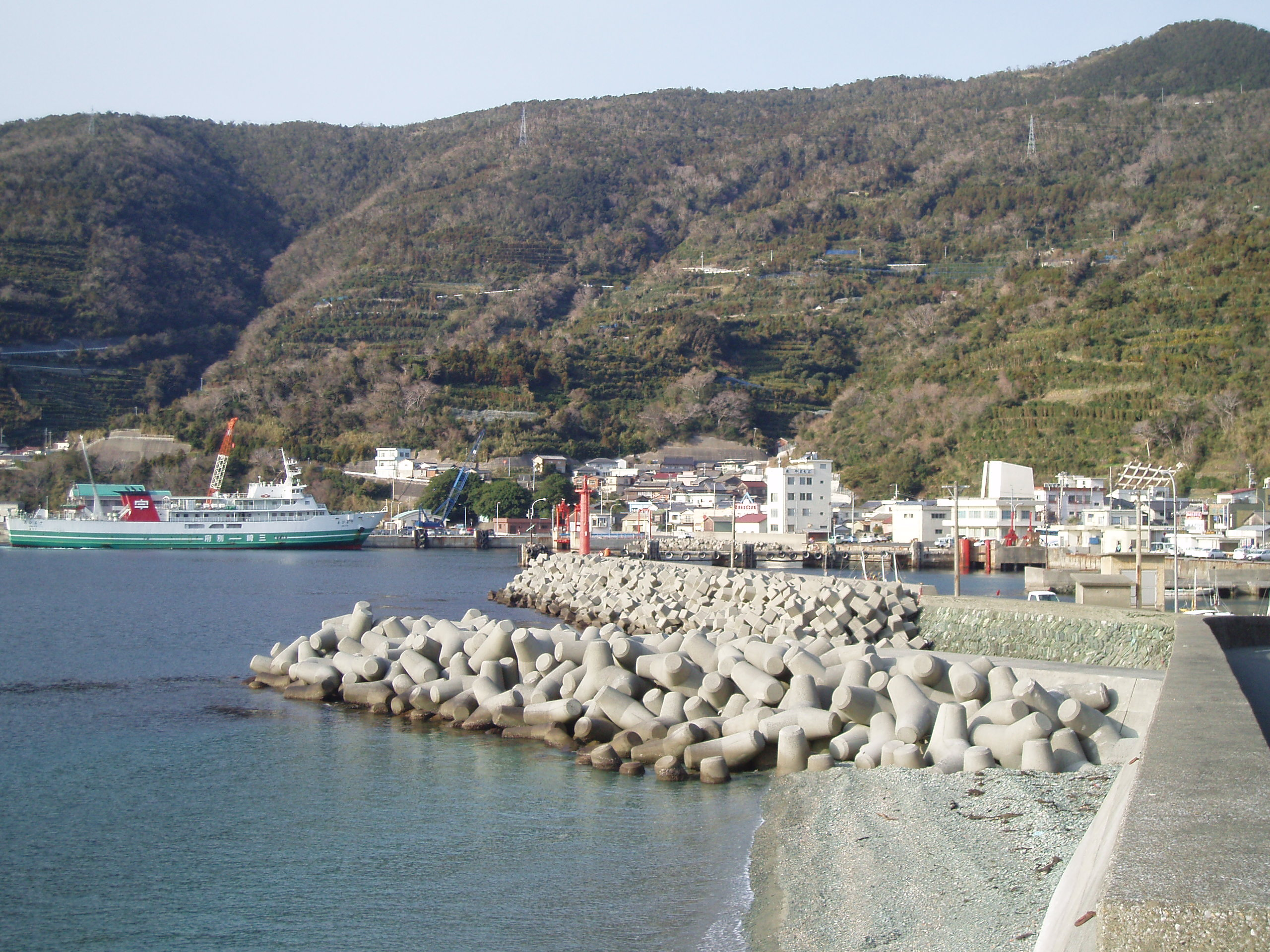
三崎港
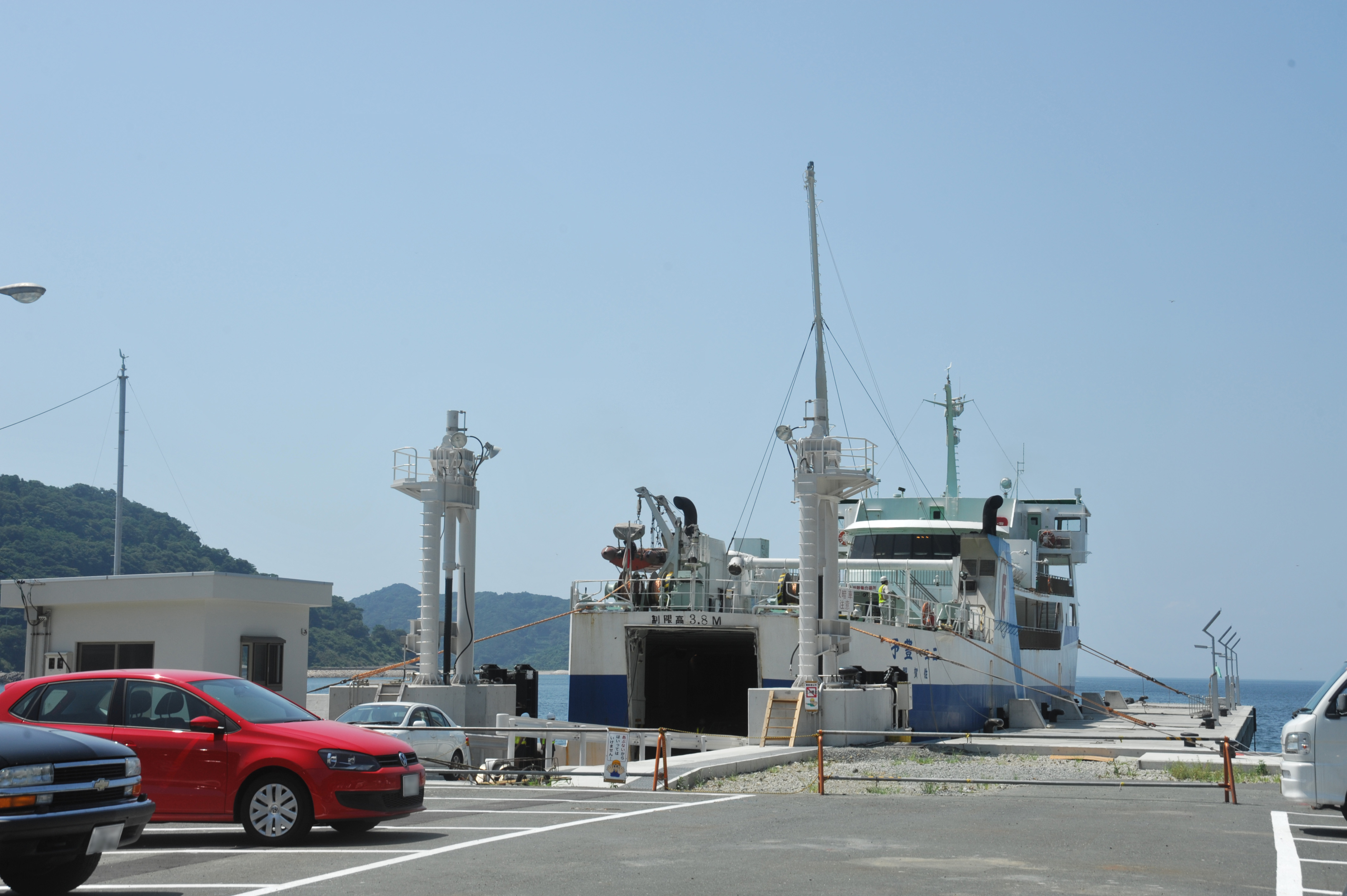
三崎港フェリーターミナル
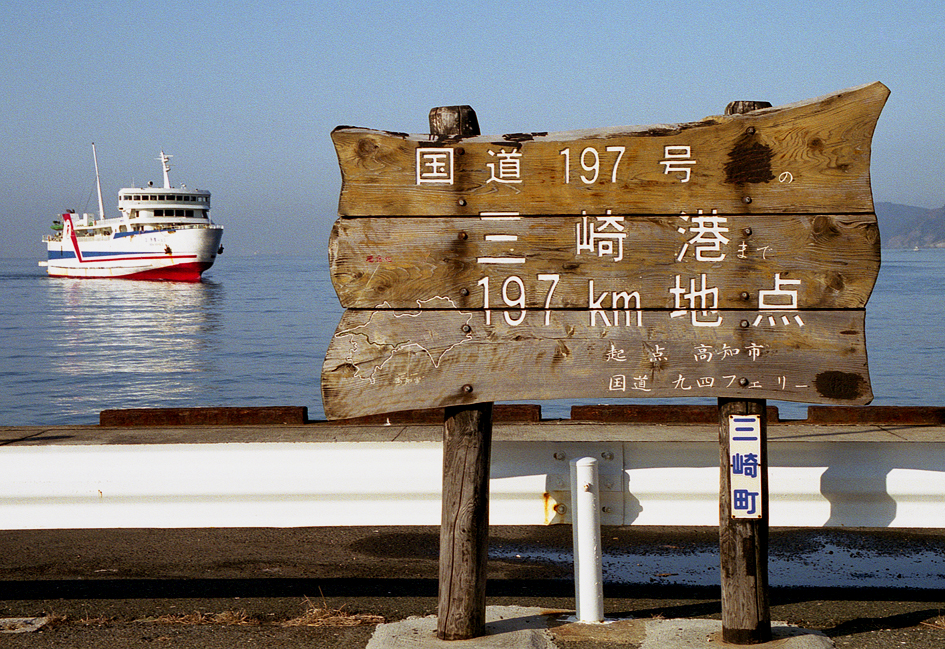
国道197号線の海上区間となる国道九四フェリーの船舶

## 四電原子力本部の愛媛県への移転
2010年の時点で、四国電力の原子力本部は香川県高松市の本店内に所在し、この伊方原発の管理・運転計画の中枢となっていた。
四国唯一の原発を擁する愛媛県では、当時の加戸守行知事が2005年と2006年にそれぞれ四国電力に対して原子力部門の県内移転を要請している。しかし、原子力部門に限るといえども、ある程度の権限を持った本部を移転するということは、本社との二重構造を引き起こす可能性があるなど、四国電力にとって経営の根幹に関わる問題であるため、要請には消極的であった。
ところが、2011年3月の福島第一原子力発電所事故がきっかけとなり、愛媛県知事の中村時広が改めて四国電力へ要請をしたところ、四国電力側は本店にある原子力本部を2011年6月を目処に愛媛県松山市に移転することを決定した。移転後はすでに松山市にある愛媛原子力対策室と統合され、取締役副社長である原子力本部長以下総勢25人程度のスタッフにより業務を行う予定とされた。
そして2011年6月29日をもって、原子力本部が高松市の本店から松山市へ移転した。スタッフは、原子力本部長（取締役副社長）以下30名の体制である。2019年には原子力部と原子燃料部を統合する等の組織再編を行った。
四国電力原子力本部組織図
- 原子力本部
  - 原子力部
  - 原子力保安研修所
  - 伊方発電所

ただし、松山（原子力本部）から伊方原発までは直線距離でも65km離れており、自動車で実際にかかる到達時間も高速道路を利用したとしても松山市内からは1時間30分かかる。

## 登場作品
『ゴジラvsデストロイア』
1995年公開の日本の映画。劇中に伊方原発が登場する。豊後水道に出現したゴジラが発電所を襲おうとするも、自衛隊のスーパーXIIIに防がれている。ただし映像は、福井県の美浜発電所および高浜発電所を用いている。英語版に画像あり。

## 関連資料
- 「伊方発電所3号機の安全性について (PDF) 」『えひめ原子力だより Soleil』 愛媛県原子力安全対策課、第138号（特別号）、2015年10月。
- 松崎伸一（四国電力） 「伊方発電所における緊急地震速報の導入事例 (PDF) 」、地震研研究集会『地震動の瞬時解析と直前予測』、2011年9月8,9日。
- 越智元郎（市立八幡浜総合病院） 「要援護者の放射線災害時広域避難について - 初期被ばく医療機関からの意見 (PDF) 」、『八幡浜医師会報』第75号、pp. 11-16、2013年12月27日。
- 露口耕治, 松岡裕美, 岡村眞「514 伊予灘における中央構造線系海底活断層の分布とセグメンテーション(第四紀)」『日本地質学会学術大会講演要旨』第103年学術大会（96'仙台）セッションID: 514 ポスター発表、日本地質学会、1996年、364頁、CRID 1390282680512272640、doi:10.14863/geosocabst.1996.0_364_2、ISSN 1348-3935、NAID 110006670272。
- 重本俊明「伊方発電所の運転実績」『日本原子力学会誌』第20巻第10号、日本原子力学会、1978年、707-709頁、CRID 1390001206550656896、doi:10.3327/jaesj.20.707、ISSN 00047120、NAID 130003746580。
- 野村亮輔, 藤本建夫「伊方原発と周辺自治体 : 原発交付金制度の変容」『甲南経済学論集』第55巻1･2、甲南大学経済学会、2015年1月、1-29頁、CRID 1390572174726549120、doi:10.14990/00001506、ISSN 0452-4187、NAID 110009872084。